# Pittieria; Publicacion del Herbario de la Facultad de Ciencias Forestales de la Universidad de los Andes
Pittieria; Publicación del Herbario de la Facultad de Ciencias Forestales de la Universidad de los Andes (abreviado Pittieria) es una revista con ilustraciones y descripciones botánicas que es editada por la Universidad de Los Andes (Venezuela) en Mérida desde el año 1967.